# Aberraciones ópticas del ojo
El ojo, como cualquier otro sistema óptico, adolece de una serie de aberraciones ópticas específicas. La calidad óptica del ojo está limitada por aberraciones ópticas, difracción y dispersión. La corrección de errores de refracción esferocilíndrica ha sido posible durante casi dos siglos tras el desarrollo por Airy de métodos para medir el astigmatismo ocular correcto. Recientemente fue posible medir las aberraciones del ojo, y con el advenimiento de la cirugía refractiva podría ser posible corregir ciertos tipos de astigmatismo irregular.
La aparición de defectos visuales tales como halos, deslumbramientos y diplopía monocular después de la cirugía refractiva de la córnea ha sido correlacionada con la inducción de aberraciones ópticas. Varios mecanismos pueden explicar el aumento en la cantidad de aberraciones de alto orden con los procedimientos refractivos de láser excimer convencional: un cambio en la forma de la córnea hacia el achatamiento o prolatidad (después de ablaciones miopes y hipermétropes, respectivamente), el tamaño de la zona óptica insuficiente y el centrado imperfecto. Estos efectos adversos son particularmente notables cuando la pupila es grande.

## Enfoque de frente de onda a las aberraciones del ojo

Los frentes de onda planos cambian para frentes de onda esféricos a medida que pasan a través de un agujero de alfiler

Un frente de onda es una superficie sobre la cual una perturbación óptica tiene una fase constante. Rayos y frentes de onda son dos enfoques mutuamente complementarios en la propagación de la luz. Los frentes de onda son siempre normales (perpendiculares) a los rayos.
Para que la luz converja en un punto perfecto, el frente de onda que emerge del sistema óptico debe ser una esfera perfecta, centrada en el punto de la imagen. La distancia en micrómetros entre el frente de onda real y el frente de onda ideal es la aberración de frente de onda, que es el método estándar que muestra las aberraciones del ojo. Por lo tanto, las aberraciones del ojo son la diferencia entre dos superficies: el ideal y el frente de onda real.

## Aberración de ojos normales
En la población normal las aberraciones dominantes son las de segundo orden esferocilíndricas, que son llamadas errores refractivos. Las aberraciones de orden superior son un componente relativamente pequeño, que comprende aproximadamente el 10% de las aberraciones totales del ojo. Tales aberraciones de alto orden aumentan con la edad y existe simetría de espejo entre el ojo derecho y el ojo izquierdo.

Varios estudios han informado una compensación de la aberración de la córnea por la aberración de la lente cristalina. La aberración esférica de la córnea es normalmente positiva mientras que la lente cristalina joven exhibe una aberración esférica negativa. Además, hay evidencia fuerte de compensación para aberraciones entre la córnea y óptica intraocular en casos de astigmatismo (horizontal/vertical) y coma horizontal. El equilibrio de aberraciones corneales e internas es un ejemplo típico de crear dos acoplamientos de sistemas ópticos.
La respuesta acomodativa del ojo resulta en cambios en la forma de lente y sustancialmente afecta al patrón de aberración del frente de onda.  La mayoría de los ojos muestran aberración esférica positiva cuando están desacomodandos con una tendencia hacia aberración esférica negativa en la acomodación.

## Aberraciones de orden bajo
Aberraciones de orden bajo incluyen Miopía (desenfoque positivo), hyperopia (desenfoque negativo), y astigmatismo regular. Otras aberraciones de orden bajo son las aberraciones no visualmente significativas conocidas como aberraciones de primer orden, como prismas y aberraciones de orden cero (pistón). Las aberraciones de orden bajo son aproximadamente el 90%  de la aberración ondulatoria global en el ojo.

## Aberraciones de orden alto

Aberración esférica. Una lente perfecta (superior) centra todo incoming rayos a un punto en el eje Óptico. En aberración esférica (Inferior) los rayos periféricos están centrados más estrechamente que rayos centrales.

Hay numerosas aberraciones de alto orden, de las cuales sólo la aberración esférica, coma y trefoil son de interés clínico.
La aberración esférica es la causa de miopía de noche y generalmente aumenta después de cirugía LASIK y ablación de superficie. Consiste en halos alrededor de imágenes puntuales. La aberración esférica exacerba la miopía con luz baja (miopía de noche). En condiciones de más brillo, la pupila se contrae, bloqueando los rayos más periféricos y minimizando el efecto de aberración esférica. Cuando la pupila amplía, los rayos más periféricos se introducen en el ojo y el foco se mueve hacia adelante, haciendo al pacientes algo más miope que en condiciones de menor luz. En general, se ha informado que el aumento en la aberración ondulatoria global con el tamaño de la pupila se aumenta a aproximadamente la segunda potencia del radio. Esto es debido al hecho que la mayor parte de la aberración se debe a aberraciones de 2º orden, los cuales tienen una dependencia del cuadrado del radio. El efecto de la aberración esférica aumenta como la cuarta potencia del diámetro de la pupila, de modo que si aumenta el doble el diámetro de la pupila la aberración esférica aumenta 16 veces. Así, un cambio pequeño en el tamaño de la pupila puede causar un cambio significativo en refracción. Esta posibilidad tendría que ser considerada en pacientes que tienen visión fluctuante a pesar de tener córneas bien curadas tras cirugía queratorefractiva.
El coma es común en pacientes con queratoplastia descentrada, keratoconus, y ablaciones descentradas con láser.
Trefoil Productos menos degradación en calidad de imagen comparada con un coma de similar RMS magnitud.